# Fujita Kogyo Soccer Club 1982
Questa voce raccoglie le informazioni riguardanti il Fujita Kogyo Soccer Club nelle competizioni ufficiali della stagione 1982

## Stagione
Privato nel precampionato degli stranieri (furono svincolati i peruviani Emilio Murakami e Jorge Hirano, confermando solamente João Dickson Carvalho), il Fujita Kogyo non fu in grado di difendere riuscendo solamente a centrare il quarto posto dopo aver concluso il girone di andata poco sopra la zona retrocessione. Presto eliminato dalla Coppa di Lega dopo essere stato sconfitto ai tiri di rigore dallo Yanmar Diesel, il Fujita Kogyo cercò di riscattarsi in Coppa dell'Imperatore ma, all'atto finale, perse contro lo Yamaha Motors allora militante in seconda divisione.

## Rosa
| N. |                     | Ruolo | Calciatore         |
| -- | ------------------- | ----- | ------------------ |
| 1  | Giappone (bandiera) | P     | Kazuya Sasaki      |
| 2  | Giappone (bandiera) | D     | Yutaka Ikeuchi     |
| 3  | Giappone (bandiera) | D     | Tsutomu Sonobe     |
| 4  | Giappone (bandiera) | D     | Hiroyuki Sakashita |
| 5  | Giappone (bandiera) | D     | Mitsugu Nomura     |
| 6  | Giappone (bandiera) | C     | Mitsuru Komaeda    |
| 7  | Giappone (bandiera) | A     | Mitsuo Watanabe    |
| 8  | Giappone (bandiera) | C     | Satoshi Tezuka     |
| 9  | Giappone (bandiera) | C     | Ryu Hirose         |
| 11 | Giappone (bandiera) | A     | Yuichi Kotaki      |

| N. |                     | Ruolo | Calciatore            |
| -- | ------------------- | ----- | --------------------- |
| 12 | Giappone (bandiera) | P     | Kazuyoshi Hamaguchi   |
| 13 | Giappone (bandiera) | A     | Eiji Ueda             |
| 14 | Giappone (bandiera) | D     | Koji Tsujishi         |
| 15 | Giappone (bandiera) | A     | Sadahiro Takahashi    |
| 16 | Giappone (bandiera) | A     | Shikegazu Yoshiura    |
| 17 | Giappone (bandiera) | C     | Shigeharu Ueki        |
| 20 | Giappone (bandiera) | C     | Motoaki Goto          |
| 22 | Giappone (bandiera) | P     | Toyokazu Fukuda       |
| 27 | Brasile (bandiera)  | A     | João Dickson Carvalho |

## Statistiche

### Statistiche di squadra
| Competizione          | Punti | Totale | Totale | Totale | Totale | Totale | Totale | DR  |
| Competizione          | Punti | G      | V      | N      | P      | Gf     | Gs     | DR  |
| --------------------- | ----- | ------ | ------ | ------ | ------ | ------ | ------ | --- |
| JSL Division 1        | 21    | 18     | 8      | 5      | 5      | 25     | 19     | +6  |
| JSL Cup               | -     | 1      | 0      | 0      | 1      | 1      | 11     | -10 |
| Coppa dell'Imperatore | -     | 4      | 3      | 0      | 1      | 6      | 3      | +3  |
| Totale                | -     | 23     | 12     | 5      | 7      | 36     | 32     | +4  |